# Blackport
Blackport (títol original en islandès: Verbúðin) és una mini sèrie de televisió dramàtica islandesa produïda per Vesturport en associació amb la televisió estatal islandesa, RÚV, i escrita per Gísli Örn Garðarsson, Björn Hlynur Haraldsson i Mikael Torfason El primer episodi de la sèrie es va estrenar pel mateix canal islandès el 26 de desembre de 2021.

## Argument
La sèrie segueix una parella casada, la Harpa i el Grimur, del 1983 fins al 1991 en que compren un vell vaixell d'arrossegament amb els seus amics de la infància i construeixen un petit imperi pesquer en un poble dels fiords occidentals d'Islàndia. Tot va molt bé fins que el govern islandès comença a fer complir les noves quotes de pesca restrictives que capgiraran les seves vides i donaran lloc a episodis de gelosia, cobdícia i traïció.

## Repartiment
- Nína Dögg Filippusdóttir com a Harpa
- Gísli Örn Garðarsson com a Jón Hjaltalín
- Björn Hlynur Haraldsson[5] com a Grímur
- Guðjón Davíð Karlsson com a Einar
- Unnur Ösp Stefánsdóttir com a Freydís
- Anna Svava Knútsdóttir com a Ella Stína
- Kristín Þóra Haraldsdóttir com a Tinna
- Selma Björnsdóttir com a Gunný
- Hilmir Snær Guðnason com a Smári
- Pétur Jóhann Sigfússon com a Gils
- Steinunn Ólína Þorsteinsdóttir com a Jóna Margrét
- Sverrir Þór Sverrisson com a Pétur[6]
- Ingvar Eggert Sigurðsson com a Torfi
- Jóhann Sigurðarson com a Sólon
- Jógvan Hansen com a Þrándur
- Benedikt Erlingsson com a Steingrímur Hermannsson[7][8]
- Björgvin Franz Gíslason com a Hemmi Gunn[9]
- Björn Stefánsson com a Laddi / Elsa Lund

## Episodis
Primera temporada
| 1 | 1 | "The contract" (Samningurinn)          | Gísli Örn Garðarsson | 26 de desembre de 2021 |  |  |
|   |   |                                        |                      |                        |  |  |
| 2 | 2 | "Strike" (Verkfall)                    | Gísli Örn Garðarsson | 2 de gener de 2022     |  |  |
|   |   |                                        |                      |                        |  |  |
| 3 | 3 | "Carpeting" (Kalt stríð)               | Gísli Örn Garðarsson | 9 de gener de 2022     |  |  |
|   |   |                                        |                      |                        |  |  |
| 4 | 4 | "Mayday" (Vestfjarðanornin)            | Gísli Örn Garðarsson | 16 de gener de 2022    |  |  |
|   |   |                                        |                      |                        |  |  |
| 5 | 5 | "Talkshow (Hemmi Gunn)" (Maður ársins) | Gísli Örn Garðarsson | 23 de gener 2022       |  |  |
|   |   |                                        |                      |                        |  |  |
| 6 | 6 | "Fathers and sons" (Í öfugum nærbuxum) | Gísli Örn Garðarsson | 30 de gener de 2022    |  |  |
|   |   |                                        |                      |                        |  |  |
| 7 | 7 | "Karaokee" (Kóngar og drottningar)     | Gísli Örn Garðarsson | 6 de febrer de 2022    |  |  |
|   |   |                                        |                      |                        |  |  |
| 8 | 8 | "Land of dreams" (Sameign þjóðarinnar) | Gísli Örn Garðarsson | 13 de febrer de 2022   |  |  |
|   |   |                                        |                      |                        |  |  |

## Producció i localització
El rodatge va començar el 2020 i va tenir lloc a Reykjavík i als fiords occidentals.

## Repercussió Mediàtica
Segons una enquesta realitzada per Prósent, el 57% de la població islandesa va veure el primer episodi del programa i el 88% li va donar una crítica positiva. Després de l'estrena, el parlamentari del Partit de la Independència Ásmundur Friðriksson va criticar la sèrie pel retrat que feia la RÚV de la gent rural d'Islàndia, qualificant-lo de racisme rural.

## Premis i nominacions
- Gran Premi al festival Series Mania de 2021.[16]
- Premi del Jurat a la 8a edició del Serializados Fest.[17]
- Premi al guió de drama televisiu atorgat pel Nordisk Film & TV Fond als guionistes Gísli Örn Gardarsson, Björn Hlynur Haraldsson i Mikael Torfason.[18]